# Le Plus Grand Spectacle du monde
Le Plus Grand Spectacle du monde (en version originale : The Greatest Show on Earth: The Evidence for Evolution) est un livre paru en 2009 dont l'auteur est le biologiste britannique Richard Dawkins.
Il est d'abord publié au Royaume-Uni le 3 septembre 2009 puis aux États-Unis d'Amérique le 22 septembre 2009. 
Il présente les preuves de l'évolution biologique et constitue le 10e livre de Richard Dawkins, les précédents étant sa critique de la religion The God Delusion (2006) et The Ancestor's Tale (2004), qui évoquaient déjà la généalogie humaine jusqu'à l'apparition de la vie sur Terre. 
Le livre est publié par la maison d'édition Transworld en Grande-Bretagne, et par Free Press aux États-Unis d'Amérique. 
Dans sa première semaine de parution, il prend la première place des bestsellers de The Sunday Times', avec plus du double des ventes du second livre de la liste. Une version audio est aussi réalisée par Richard Dawkins et sa femme Lalla Ward.
En 2015, le groupe de metal symphonique finlandais Nightwish rend hommage à ce livre et à son auteur sur son huitième album, Endless Forms Most Beautiful, sur lequel le onzième et dernier titre s'intitule justement The Greatest Show On Earth. Richard Dawkins est d'ailleurs convié en tant que narrateur lors de ce morceau.

## L'œuvre
Richard Dawkins a écrit un grand nombre de livres sur l'évolution, débutant avec The Selfish Gene (1976) et The Extended Phenotype (1982). Ils furent suivis par trois livres qui se donnaient pour but de clarifier certaines idées fausses liées à l'évolution.
Dawkins pense que l'opposition à l'évolution actuellement est encore plus forte que dans le passé alors que paradoxalement ce débat anachronique n'existe plus depuis longtemps chez les scientifiques et qu'il existe encore et toujours plus de preuves de la validité de la théorie de l'évolution. 
Il indique que l'année 2009, bicentenaire de la naissance de Charles Darwin, était une excellente année pour publier ses travaux. D'autres auteurs ont écrit des livres proches de ceux de Richard Dawkins, comme Jerry Coyne dans son Why Evolution is True (Pourquoi l'Évolution est vraie) que Dawkins recommande.

## Synopsis

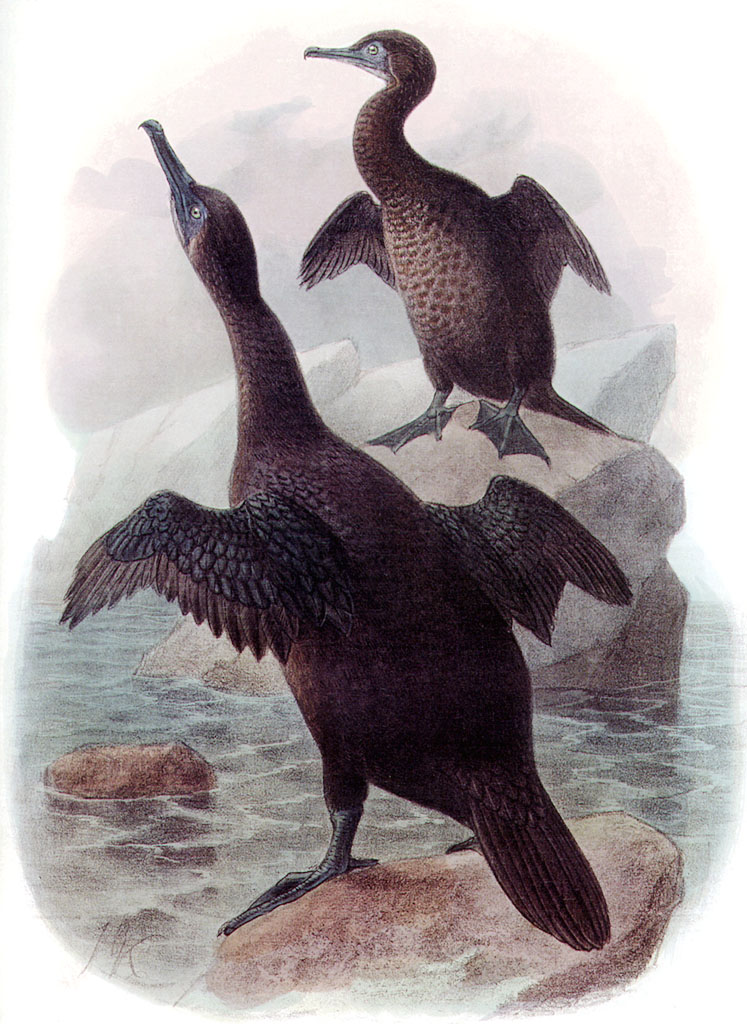
Les ailes vestigiales d'un cormoran aptère, qu'il passe son temps à sécher, est l'un des sujets abordés dans le livre.

Le livre est divisé en 13 chapitres et comprend environ 400 pages, avec pour parties :
1. Seulement une théorie ?
2. Les chiens, les vaches et les choux
3. Promenade d'agrément vers la macroévolution
4. Silence et temps au ralenti (partie sur l'âge de la Terre et l'échelle des temps géologiques)
5. Sous nos propres yeux (exemples d'évolutions observées)
6. Chaînon manquant ?  Qu'entendez-vous par « manquant » ?
7. Des personnes manquantes ? Il n'y en a plus
8. Vous l'avez fait vous-même en neuf mois
9. L'arche des continents (sur la biogéographie et la tectonique des plaques)
10. L'arbre des cousins
11. L'histoire inscrite partout sur nous
12. Course aux armements et « théodicée de l'évolution »
13. Il y a une véritable grandeur dans cette vision de la vie (basé sur le passage final de L'Origine des espèces)